# 阿方索七世 (卡斯蒂利亞)
阿方索七世（Alfonso VII de León，1105年3月1日—1157年8月21日），雷昂、卡斯提爾及加利西亞國王，自稱為「全西班牙的皇帝」（1116年─1157年）。
阿方索七世是烏拉卡一世與首任丈夫勃艮第的雷蒙的兒子，1111年成為加利西亞國王。1116年，烏拉卡授命阿方索七世統治托萊多，阿方索七世亦自此稱自己為「全西班牙皇帝」。1135年，進行加冕儀式以宣稱此地位。1126年，烏拉卡逝世後，阿方索七世在其繼父阿拉貢的阿方索一世放棄對雷昂及卡斯提爾的王位下繼承王國。
1134年，繼父阿方索一世在沒有子嗣下去世，雖然他的遺願是將亞拉岡及納瓦拉以軍法管治，但是因為兩國的貴族反對以改立阿方索七世為亞拉岡國王。但是一些貴族卻選了阿方索一世的弟弟拉米羅二世為亞拉岡國王。阿方索七世以佔領拉里奧哈及征服薩拉戈薩作為回應。在小規模衝突中，阿方索七世打敗了亞拉岡與納瓦拉聯軍，將兩國變成附庸國。阿方索七世受到比利牛斯山脈以北至羅納河間的領主強烈支持，但是因兩國軍隊太多，所以最終未能控制兩國。這時，他幫助巴塞羅那伯爵拉蒙·貝倫格爾三世與加泰羅尼亞戰鬥以統一此邊境地區。
阿方索七世一如既往，他繼續向南方伊斯蘭地區進行攻勢，以分割伊斯蘭的勢力。此時，穆拉比特王朝恰巧受到伊比利亞南部的叛亂所擾。而這些叛亂大多都是由基督教徒所發動，或是對統治階級有所不滿的阿拉伯人所發起的。而阿方索七世看準這個時機，援助這些希望復國的舊泰法諸國遺臣，以推翻穆拉比特王朝。
曾一度控制整個伊比利亞南部的穆拉比特王朝開始進入了暮年。1121年， 自稱「馬赫迪」（伊斯蘭救世主之意）的伊本·圖邁爾特在摩洛哥發起動亂，並開始帶領穆瓦希德人對穆拉比特王朝進行攻擊。1147年，穆拉比特首都馬拉喀什淪陷，穆拉比特王朝滅亡，由阿爾摩哈德王朝取代。
隨著穆拉比特王朝的崩潰，大量的獨立勢力再次在伊比利亞南部誕生，泰法諸國割據的年代再次來臨。可是，南部的分裂狀態並不持久。新興的阿爾摩哈德王朝受到阿方索七世的支援下，成功征服伊比利亞南部大部分的領土，並與北部基督教國家勢力對峙。
阿方索七世試圖統治基督教和穆斯林的人民並不成功，而他的稱霸意圖亦從未得以實現，他企圖統一整個伊比利亞半島野心不但沒有成功，而且分裂的傾向越來越大。葡萄牙王國於1128年已獨立於雷昂。1137年，阿方索一世宣佈獨立及在1143年在羅馬教廷的調停下，卡斯蒂利亞與葡萄牙正式簽署《薩莫拉條約》，條約內卡斯蒂利亞被逼正式承認葡萄牙的獨立地位，成為法定獨立國家而正式脫離卡斯提爾。
弱勢的亞拉岡本來使阿方索七世能有效地運用他的優勢去擴張領土，但是在1143年，阿方索七世承認他無法改變的現狀，並同意亞拉岡的彼得羅尼拉與拉蒙·貝倫格爾四世結婚，間接將加泰羅尼亞與阿拉貢兩國的王位聯合。
1157年，阿方索七世逝世，他將原本統一的王國分成兩份，卡斯蒂利亞及托萊多由長子桑喬三世繼承，萊昂及加利西亞由三子斐迪南二世繼承。

## 家庭
1128年11月，與巴塞隆納的貝倫加麗亞結婚:
- 桑喬三世，卡斯提爾國王
- 斐迪南二世，雷昂及加利西亞國王
- 康斯坦莎，法蘭西國王路易七世的王后
- 珊莎（英语：Sancha of Castile, Queen of Navarre），納瓦拉國王桑喬六世的王后

1152年，與波蘭的希莉西亞結婚:
- 斐迪南
- 珊莎（英语：Sancha of Castile, Queen of Aragon），亞拉岡國王阿方索二世王后

| 阿方索七世 (卡斯蒂利亞) 伊夫雷亞王朝出生于：1105年3月1日逝世於：1157年8月21日 | 阿方索七世 (卡斯蒂利亞) 伊夫雷亞王朝出生于：1105年3月1日逝世於：1157年8月21日 | 阿方索七世 (卡斯蒂利亞) 伊夫雷亞王朝出生于：1105年3月1日逝世於：1157年8月21日 |
| 統治者頭銜                                                                    | 統治者頭銜                                                                    | 統治者頭銜                                                                    |
| ----------------------------------------------------------------------------- | ----------------------------------------------------------------------------- | ----------------------------------------------------------------------------- |
| 前任者： 烏拉卡                                                               | 加利西亞國王 1111年–1157年 與烏拉卡同時在任 （1111年-1126年）                 | 繼任者： 斐迪南二世                                                           |
| 前任者： 烏拉卡                                                               | 萊昂國王 1126年–1157年                                                        | 繼任者： 斐迪南二世                                                           |
| 前任者： 烏拉卡                                                               | 卡斯蒂利亞國王 1127年–1157年                                                  | 繼任者： 桑喬三世                                                             |
| 前任者： 阿方索一世與烏拉卡                                                   | — 名义上的 — 全西班牙的皇帝 1111年-1126年 與其母烏拉卡 共治                   | 頭銜取消                                                                      |